# Templo de Apolo (Metaponto)
El Templo de Apolo fue un templo griego dedicado a Apolo en la Antigüedad en Metaponto en la Magna Grecia, en la actual Italia. Sus ruinas se encuentran en el yacimiento arqueológico de Metaponto, en el actual municipio de Bernalda, a un kilómetro al noroeste de la actual Santa Palagina.

## Historia
Era el santuario principal de la ciudad amurallada. Se cree que fue dedicado a Apolo con el epíteto  de Liceo Niceo (Lykeios-Nikeios). En la investigación también se conoce como templo A. Se construyó en dos fases, conocidas como AI y AII. El templo AI se construyó en la segunda mitad de la época arcaica, en torno a 570-540 a. C., pero quedó inacabado. La construcción del templo AII comenzó en el periodo clásico a mediados del 400 a. C., cuando se demolió el antiguo templo. El templo AII fue destruido a finales del 300 a. C., probablemente después de que los lucanos conquistaran la zona.

## Descripción

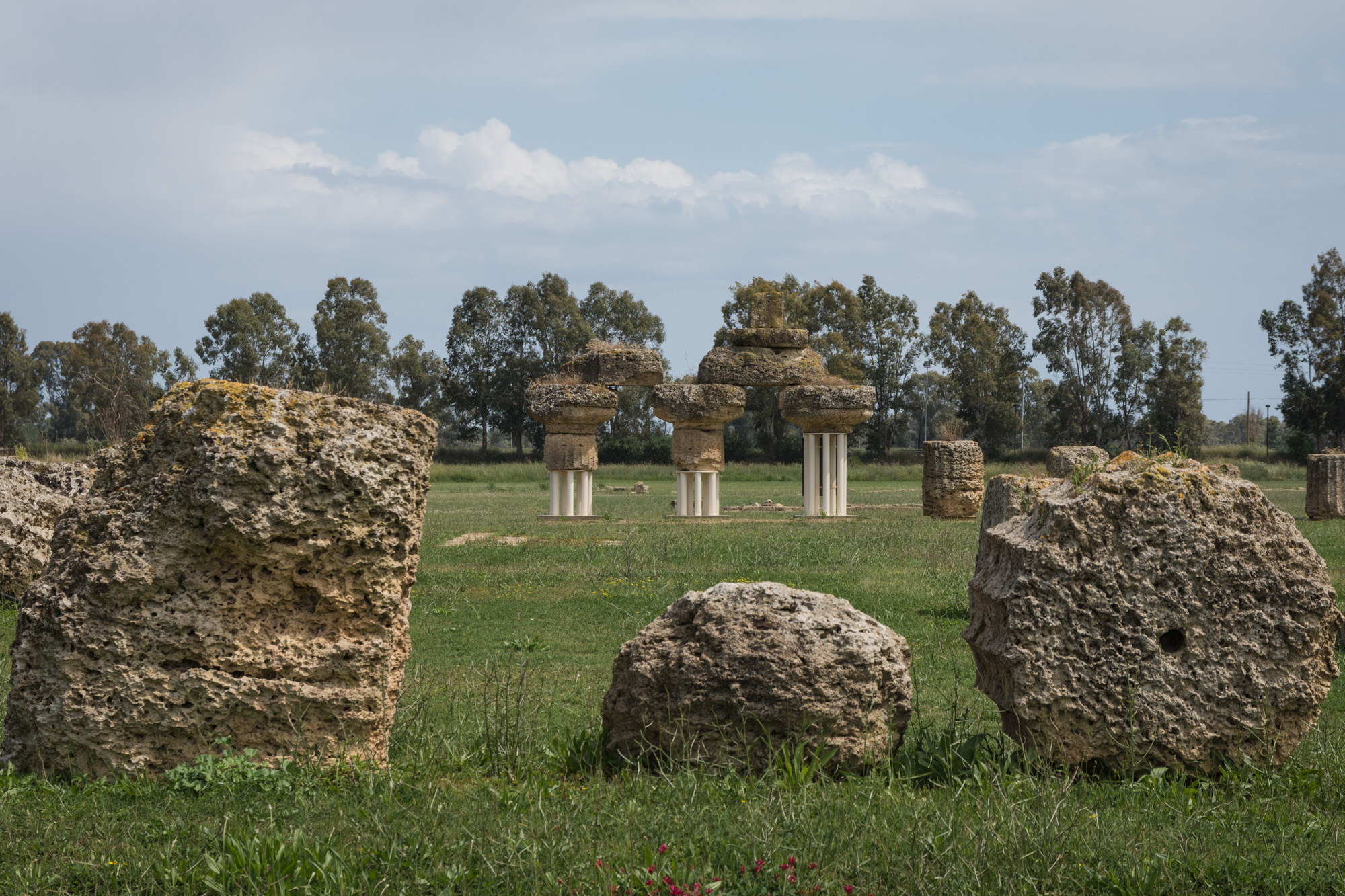
Ruinas del templo.

El templo estaba situado en el lado oeste del ágora de la ciudad, lugar de reunión y comercio. El templo medía unos 23,2 × 46,4 m. El templo AII, por su parte, medía unos 22,7 × 52,5 metros y el (estilóbato medía unos 20,5 × 50 metros), y utilizaba los cimientos del antiguo, aunque se construyó sobre una alineación ligeramente diferente. Se supone que el templo AII tenía ocho columnas en los lados cortos y 17 en los largos, aunque en el pasado también se ha sugerido que tenía columnas de 9 × 18. Ambas fases de construcción eran de estilo dórico.
El templo AII, más conocido, era poco común en su arquitectura. Tenía un propteron, o dos filas de columnas, en el extremo oriental, el lado de la entrada. La fila posterior estaba en línea con las terceras columnas de los lados largos. En el interior del templo había una naos o cella excepcionalmente larga y estrecha, con siete columnas en cada uno de los lados largos. Al frente o al este de la naos estaba el pronaos, que no tenía las columnas habituales entre los muros en antas. El edificio tampoco tenía opistodomos ni ádyton en la parte posterior. El estilo del templo es arcaico y recuerda en muchos aspectos al  Templo de Apolo de Siracusa y al llamado Templo C de Selinunte.
Entre otras cosas, se ha encontrado en el templo una estatua de un kuros de mármol. El altar del templo se situaba habitualmente en el exterior, en su lado oriental. Era anterior al templo de AII y en consonancia con AI.